# Kálmán Thaly

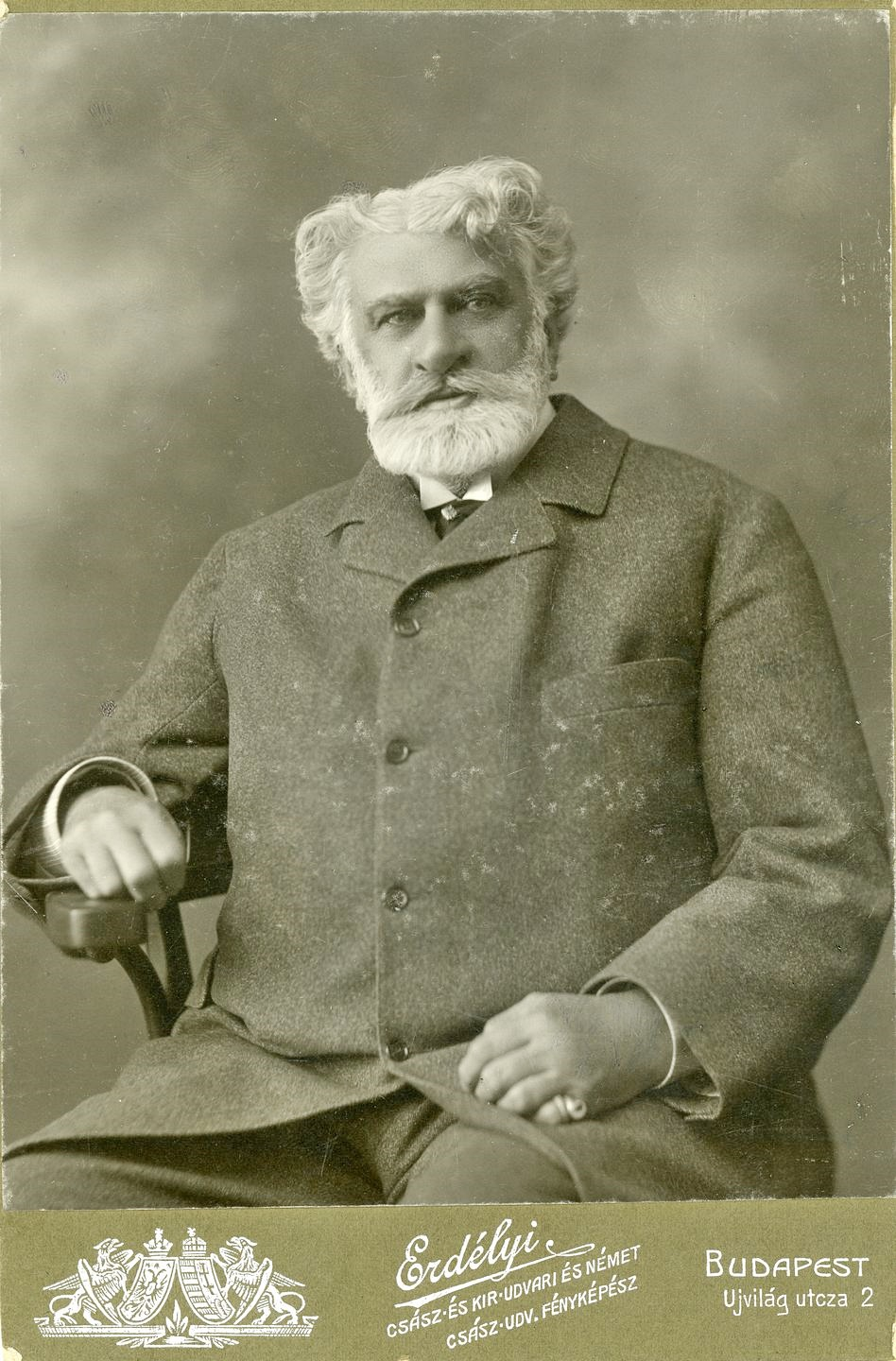
Kálmán Thaly

Kálmán Thaly von Tal und Széchisziget (* 3. Januar 1839 in Csép, Komitat Komárom; † 26. September 1909 in Záblat, Komitat Trencsén) war ein ungarischer Schriftsteller und Historiker, Mitglied der Ungarischen Akademie der Wissenschaften und Abgeordneter im Ungarischen Reichstag.

## Leben
Kálmán Thaly (auch Dr. Koloman von Thaly) entstammte einer ungarischen Adelsfamilie. Er war der zweitgeborene Sohn von Ludwig Thaly (* 1794, † 1850) und dessen Ehefrau Katharina (Kata) geb. Barthaloss de Nagymad (* 1807, † 1880). Seine Schulbildung begann er im Jahre 1850 an einem Gymnasium in Preßburg, die er in Pápa beendete. Im Jahre 1856 begann er ein Studium der reformierten Theologie an der Theologischen Akademie in Pest. Später hörte er auch Vorlesungen in Jura und Philosophie an der Universität zu Pest.
Nach dem Studium wurde Thaly Mitarbeiter des Tageblattes Pester napló, ab 1864 unterrichtete er an einem Evangelischen Gymnasium in Pest. Am 20. Januar 1864 wurde er korrespondierendes Mitglied der Ungarischen Akademie der Wissenschaften. Am 9. Mai 1869 wurde er zum Staatssekretär im Ungarischen Verteidigungsministerium berufen, wo er mit der Organisation der Streitkräfte betraut war. Diese Tätigkeit gab er 1875 aus politischen Gründen auf. Nach seiner Verabschiedung aus dem Ministerium zog er 1875 nach Pozsony, wo er sich ausschließlich mit historischer Forschung beschäftigte. Im Jahre 1867 war er gemeinsam mit Arnold Ipolyi und Flóris Rómer Gründungsmitglied der „Ungarischen Historischen Gesellschaft“ (ung. „Magyar Történelmi Társulat“), deren erster Sekretär Thaly wurde.
Ab 1879 war Thaly Reichstagsabgeordneter. Zunächst für den IX. Budapester Bezirk, ab 1881 für Debrecen.
Bei der Organisation der Millenniumsfeierlichkeiten zum 1000-jährigen Jubiläum der Gründung des Ungarischen Reiches im Jahre 1896 erwarb er sich bleibende Verdienste. Anlässlich der Millenniumsfeierlichkeiten initiierte er die Errichtung von Turul-Statuen an verschiedenen Punkten Ungarns. Thaly beteiligte sich an der Gestaltung des ungarischen historischen Pavillons auf der Pariser Weltausstellung. Gemeinsam mit dem Abgeordneten Károly Neiszidler (* 1832, † 1918?) setzte er sich für die Errichtung eines Maria-Theresien-Denkmals in Pozsony ein, das im Jahre 1921 von tschechoslowakischen Legionären zerstört wurde. Bei der Eröffnungsfeier des Denkmals am 16. Mai 1897 hielt Kálmán Thaly auch die Festrede. Er verfasste auch eine Pergamenturkunde die in einer Metallkapsel im Sockel des Denkmals untergebracht wurde.
Nach dem Österreichisch-Ungarischen Ausgleich im Jahre 1867 brach die Zeit des Dualismus an. Es war die Geburtsstunde Österreich-Ungarns. Bereits zu dieser Zeit bemühte sich Kálmán Thaly um die Rückführung der Gebeine der Kuruzenkämpfer des 17./18. Jahrhunderts. Es handelte sich in erster Linie um die Aufständischen aus dem Umkreis des Fürsten Franz II. Rákóczi und seiner Leidensgefährten. Der von ihm aufgebaute „Rákóczi-Kult“ wurde bereits zu seinen Lebzeiten kritisiert, doch prägte Thaly mit seinen Werken das Bild jener Epoche nachhaltig.
Im Jahre 1889 reiste eine ungarische Delegation unter Leitung von Kálmán Thaly in das Osmanische Reich um Verhandlungen mit der dortigen Regierung wegen der Rückführung der sterblichen Überreste der im Exil verstorbenen zu führen. Um die juristischen Hindernisse zu beseitigen, musste das Ungarische Parlament die „Verbannungsverordnung“ Artikel XLIX, §2 und §3 aus dem Jahr 1715 annullieren bzw. außer Kraft setzen, in der Franz II. Rákóczi und seine Gefährten als politische Feinde der Heimat deklariert worden waren. Der entsprechende Parlamentsbeschluss erfolgte am 23. Oktober 1906 und wurde einen Tag später von König Franz Joseph I. (* 1830, † 1916) bestätigt. Damit waren alle Hindernisse, die einer Rückführung im Wege standen, beseitigt. Die Überführung und Neubestattung erfolgte am 28. Oktober 1906 im Kaschauer Elisabeth-Dom.
Kálmán Thaly übte bereits seit seiner Jugend eine rege literarische und schriftstellerische Tätigkeit aus. In Fachblättern und anderen Journalen veröffentlichte er zahlreiche lyrische und epische Dichtungen, geschichtliche Skizzen und Fachartikel. Schwerpunktmäßig beschäftigte er sich mit Ungarns Geschichte im Allgemeinen jedoch ganz besonders interessierte er sich für die Zeit des Rákóczi-Zeitalters.

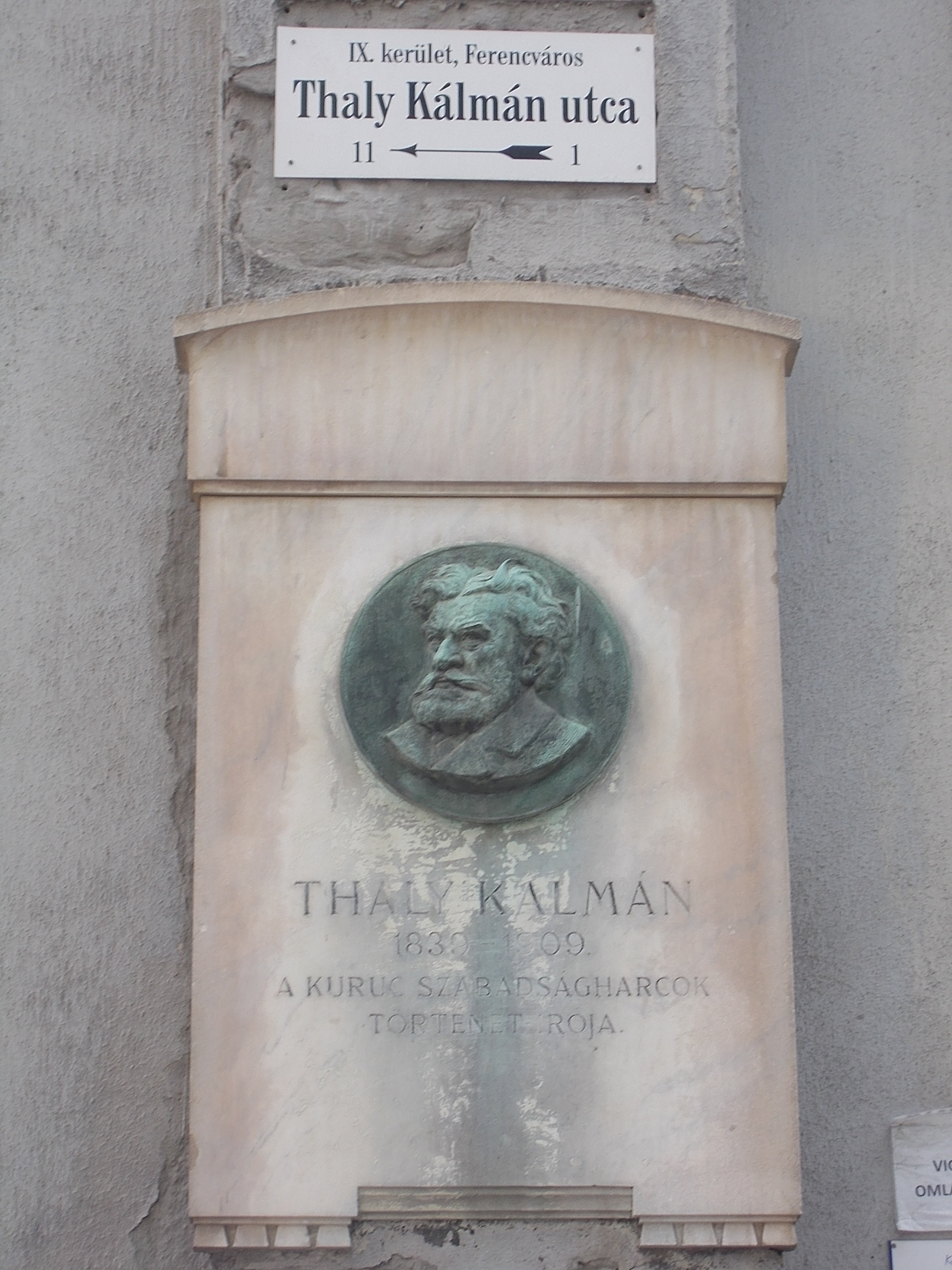
Gedenktafel an Kálmán Thaly in der Budapester 'Franzstadt' (IX. Gemeindebezirk)

In den letzten Jahren seines Lebens wurden ihm zahlreiche Ehrungen zuteil. Er war Ehrenbürger der Stadt Preßburg und Mitglied zahlreicher wissenschaftlicher und literarischer Vereinigungen. 1907 wurde er zum Ehrenmitglied der Ungarischen Akademie der Wissenschaften ernannt und ein Jahr später erhielt er den 'Großen Preis' dieser Gesellschaft. Im Jahre 1901 wurde er mit den Ritterkreuz des Königlich ungarischen St. Stephans-Ordens ausgezeichnet.
Kálmán Thaly starb an den Folgen eines Herzschlags am 26. September 1909 auf dem Landgut eines Freundes in Zablát. Seine sterblichen Überreste wurden nach Preßburg überführt und am 30. September 1909 am dortigen Evangelischen Gaistor-Friedhof bestattet. Die Aufbahrung und Trauerzeremonie fand in der Deutschen Evangelischen Kirche A. B. unter Teilnahme zahlreicher Prominenz aus Politik und Wissenschaft statt. Die Trauerfeier wurde von dem ev.-reformierten Prediger Elemér Balogh gehalten. Außerdem hielten zahlreiche prominente Redner entsprechende Nachrufe und Trauerreden.